# Jagd um die Welt – schnappt Carmen Sandiego
Jagd um die Welt – schnappt Carmen Sandiego war eine 1994 im Ersten ausgestrahlte Kindersendung. Der Originaltitel lautet Where in the World Is Carmen Sandiego?
Moderiert wurde die Sendung von Stefan Pinnow. Ziel des Spiels war es, die Diebin Carmen Sandiego zu fangen, die sich auf der ganzen Welt aufhalten konnte. Unter anderem mussten die Teilnehmer für ihren virtuellen Auftraggeber Flugtickets kaufen und bekamen Haftbefehle. Es wurden zu verschiedenen Ländern geografische Kenntnisse vermittelt, was dem pädagogischen Ziel dieser Sendung Rechnung trug.
Weitere Serien: 
- Wo steckt Carmen Sandiego? (Where on Earth Is Carmen Sandiego? 1993–1995)
- Where in Time Is Carmen Sandiego? (1996)

Die Sendung basiert auf einem 1985 veröffentlichten, gleichnamigen Computerspiel, das ursprünglich von Brøderbund entwickelt wurde.